# Шеремета, Юлия
Юлия Атена Шеремета (пол. Julia Atena Szeremeta; род. 24 августа 2003, Хелм) — польская боксёрша, серебряная медалистка Олимпийских игр 2024 года.

## Карьера
Она начала тренировать карате в возрасте 5 лет, но 8 лет позже решила тренировать бокс, с начала в клубе MKS II LO Chełm, а потом перешла в клуб Paco Lublin.
В 2022 году стала чемпионкой Польши в категории до 60 кг. В 2023 году заняла пятое место на Европейских играх в категории до 57 кг, а также стала молодёжной чемпионкой Европы в той же категории.
В марте 2024 года Шеремета получила квалификацию на Олимпийские игры в Париже, на которых соревновала в категории до 57 кг. В первом раунде победила Омайлин Алкалу из Венесуэли, а в 1/8 финала оказалась лучше Тины Рахими из Австралии. В четвертьфинале полька победила Эшлиэнн Лосаду, чем обеспечила медаль, первую для Польши в боксе од 1992 года, когда бронзу завоевал Войцех Бартник. В полуфинале победила Нести Петесио и вышла в финал, в котором проиграла Линь Юйтин. Это первый финал польского представителя в боксе од 1980 года, когда серебро получил Павел Скшеч. В голосовании на спортсмена года в Польше заняла седьмое место. Её наградили также серебряную медалью «За заслуги в обеспечении обороноспособности страны» и орденом Возрождения Польши V класса.